# Ральфі Мей
Ральфі Дьюрен Мей (англ. Ralph Duren May; 17 лютого 1972; Чаттануга — 6 жовтня 2017; Лас-Вегас) — американський стендап-комік і актор.

## Життєпис
Ральфі Дьюрен Мей народився 17 лютого 1972 року в місті Чаттануга, штат Теннессі, США. Був молодшим, четвертою дитиною в сім'ї; дитинство провів в містечку Кларксвілль (штат Арканзас). У шістнадцятирічному віці він потрапив в автокатастрофу в якій отримав 42 різних переломів; повністю від наслідків цієї аварії він так і не оговтався до кінця життя. З юнацьких років його кумиром був стендапер Сем Кінісон і, йдучи його стопами, він в 17 років він виграв конкурс і, натхненний успіхом, переїхав до Х'юстону, де закінчив Вищу школу виконавських та візуальних мистецтв, після закінчення якої оселився в Лос-Анджелесі, щоб продовжити комедійну кар'єру.
У 2003 році Мей був обраний для участі в першому сезоні шоу «Last Comic Standing», де посів друге місце; перше місце зайняв Дат Фан. Після цього він став нерідко з'являтися в «The Wayne Brady Show» і «The Tonight Show with Jay Leno».
У 2005 році він став єдиним білим коміком в «The Big Black Comedy Show» і в тому ж році випустив свій перший комедійний альбом «Just Correct»; пізніше він записав ще кілька програм.
Ральф Дьюра Мей помер 6 жовтня 2017 року місті Лас-Вегасі (штат Невада) від зупинки серця; останні кілька місяців він боровся з пневмонією, але при цьому продовжував виступати на сцені.
Протягом усього життя Мей страждав ожирінням, поштовхом до якого стала автокатастрофа, яку він переніс в юнацтві. Його вага сягала 360 кілограм, в 2004 році йому була зроблена операція на шлунку, що, разом із спеціальними дієтами, дозволило йому схуднути на двісті кілограм.